# اسلام در آنگولا
اسلام در آنگولا به‌عنوان دومین دین بزرگ این کشور بعد از مسیحیت است. بر اساس سرشماری سال ۲۰۱۴، جمعیت مسلمانان ۱۹۵,۰۰۰ نفر است، که ۱ ٪ درصد از کل جمعیت آنگولا را تشکیل می‌دهد. اکثریت مسلمانان آنگولا  سنی می‌باشند. مسلمانان آنگولا عموماً مهاجران غرب آفریقا و خاورمیانه هستند.

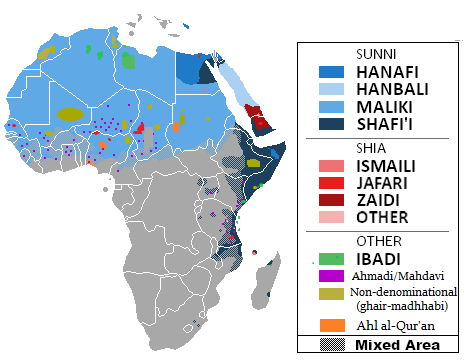
اسلام در آفریقا